# Мошурівська волость
Мошурівська волость — історична адміністративно-територіальна одиниця Уманського повіту Київської губернії з центром у селі Мошурів.
Станом на 1886 рік складалася з 17 поселень, 6 сільських громад. Населення — 10312 осіб (5040 чоловічої статі та 5272 — жіночої), 1664 дворових господарства.
|                     | Площа, десятин | У тому числі орної, дес. |
| ------------------- | -------------- | ------------------------ |
| Сільських громад    | 8793           | 6504                     |
| Приватної власності | 6710           | 4228                     |
| Іншої власності     | 278            | 203                      |
| Загалом             | 15781          | 10935                    |

Поселення волості:
- Мошурів — колишнє власницьке село за 40 версти від повітового міста, 2500 осіб, 447 двір, православна церква, школа, 3 постоялих дворів, водяний і 3 вітряних млини, винокурний завод.
- Білашки — колишнє власницьке село при річці Білашка, 1119 осіб, 235 дворів, православна церква, школа, 2 водяних і 7 вітряних млинів.
- Гордашівка — колишнє власницьке село при річці Угорський Тікич, 1459 осіб, 273 двори, православна церква, школа, постоялий будинок, 5 водяних млинів.
- Лащова — колишнє власницьке село при річці Угорський Тікич, 630 осіб, 103 двори, православна церква, школа, постоялий будинок.
- Поташ — колишнє власницьке село при річці Поташ, 673 особи, 134 двори, православна церква, школа.
- Романівка — колишнє державне та власницьке село при річці Романівка, 2200 осіб, 393 двори, православна церква, школа, 2 постоялих будинки, водяний млин.

Старшинами волості були:
- 1909—1910 роках — Роман Семенович Хмара[2],[3];
- 1912—1913 роках — Демид Лукич Галушка[4],[5];
- 1915 року — Микола Омелянович Плахотнюк[6].